# Västerhuse
Västerhuse är ett naturreservat i Hangvars socken i Region Gotland på Gotland.
Området är naturskyddat sedan 2019 och är 72,4 hektar stort. Reservatet består av gammal barrskog.